# Lada Racing Club
Lada Racing Club (abreviado como LRC) es un videojuego de carreras desarrollado por Geleos Media y publicado por Noviy Disk para Windows y por MediaGames para J2ME. En él, el jugador tiene la capacidad de conducir autos Lada mientras corre en las calles de Moscú.

## Jugabilidad
Lada Racing Club ofrece carreras callejeras de autos en Moscú, Rusia. Contiene casi todos los modelos de la gama de automóviles AvtoVAZ. Se recrean muchos monumentos y lugares históricos. Los modos de juego incluyen carrera, llegada rápida y paseo libre. La ciudad está llena de automóviles y peatones que deben evitarse para obtener un tiempo rápido. Hay un pequeño minimapa en la esquina inferior izquierda y la esquina inferior derecha muestra la velocidad y el daño que ha sufrido el automóvil. Al ganar carreras, se gana dinero para mejorar los autos.

## Desarrollo
"Entonces, ¿cómo empezó todo?  Desde lo más simple: el equipo terminó su primer proyecto Ostrich Runner, y ya sentimos la fuerza y la oportunidad de comenzar a trabajar en la próxima creación".

Al crear el proyecto, los desarrolladores utilizaron los dibujos originales de todos los modelos VAZ y también consultaron con los especialistas de la planta con la que se firmó el contrato. El desarrollo del juego tomó dos años. Durante este tiempo, el número del equipo central que trabaja en el proyecto ha aumentado de 7 a 13 personas. En total, más de 40 personas participaron en el trabajo del proyecto.  El presupuesto del proyecto fue de $500,000, incluido un presupuesto de publicidad de $120,000.
La banda sonora del juego se componía principalmente de pistas del género hip-hop; esta elección se basó en los resultados de una encuesta organizada por los desarrolladores. El tema principal fue escrito por el grupo "Casta".  El desarrollo del juego estuvo acompañado de una campaña publicitaria activa, incluida la filmación de un video de la canción "Capsules of Speed" del grupo Casta utilizando un renderizado previo basado en el juego. gráficos.  En 2005, el juego ganó el premio "Juego más esperado" en la Conferencia de desarrolladores de juegos. El juego utilizó colocación de productos de marcas conocidas.
Poco antes de la fecha de lanzamiento prevista del juego, la empresa desarrolladora tuvo un conflicto con el desarrollador de motor de juego, la empresa ArtyShock en forma de acusaciones mutuas de incumplimiento de las obligaciones en virtud del contrato.  El contrato fue rescindido, el proyecto fue transferido urgentemente al motor Dagor Engine v1.0, proporcionada por Gaijin Entertainment.  Como resultado de la prisa, los fragmentos (imágenes y otros recursos) de otro juego de carreras - Adrenaline Show, también desarrollado en Dagor Engine, permanecieron en la composición del juego.

## Recepción
El juego recibió críticas extremadamente negativas y calificaciones muy bajas en la prensa de juegos. Entre las deficiencias se encontraban la falta de multijugador, la estupidez de la inteligencia artificial, una física poco convincente y una gran cantidad de errores.  Se acusó a los desarrolladores de inflar deliberadamente el precio al dividir el contenido en cuatro discos: se instaló un archivo no utilizado de más de 1.4GB en la carpeta del juego. Lada Racing Club fue llamado "truco", "barato", "no solo malo, sino monstruosamente malo", comparado satíricamente con los autos domésticos de baja calidad.  Los desarrolladores luego explicaron las razones del fracaso del juego y estuvieron de acuerdo en parte con las críticas. Al resumir los resultados de 2006, el portal Absolute Games colocó a LADA Racing Club entre los tres peores juegos del año, y los lectores le dieron al juego la mayor cantidad de votos en esta nominación.
A pesar de las críticas, las ventas del juego comenzaron relativamente bien.  Según los desarrolladores, se enviaron a las tiendas 160,000 copias del juego el primer día; en diciembre de 2006, se vendieron más de 300,000 copias.  Solo 70 de ellos fueron devueltos.